# 8438 Marila
8438 Marila là một tiểu hành tinh vành đai chính với chu kỳ quỹ đạo là 1247.0584144 ngày (3.41 năm).
Nó được phát hiện ngày 13 tháng 5 năm 1971.